# Rue Traversière (Bruxelles)
Pour les articles homonymes, voir Rue Traversière.
La rue Traversière (en néerlandais: Dwarsstraat) est une rue bruxelloise de la commune de Saint-Josse-ten-Noode qui va de la rue Royale à la place Houwaert.
La numérotation des habitations va de 1 à 127 pour le côté impair et de 2 à 102 pour le côté pair.

## Adresses notables
- no 45 : Théâtre de la Vie
- n° 6 : Auberge de Jeunesse de Bruxelles. Durant l'Occupation de la Belgique, siège de la Geheime Feldpolizei[1] où patriotes et Résistants étaient détenus et torturés.